# Petagas War Memorial

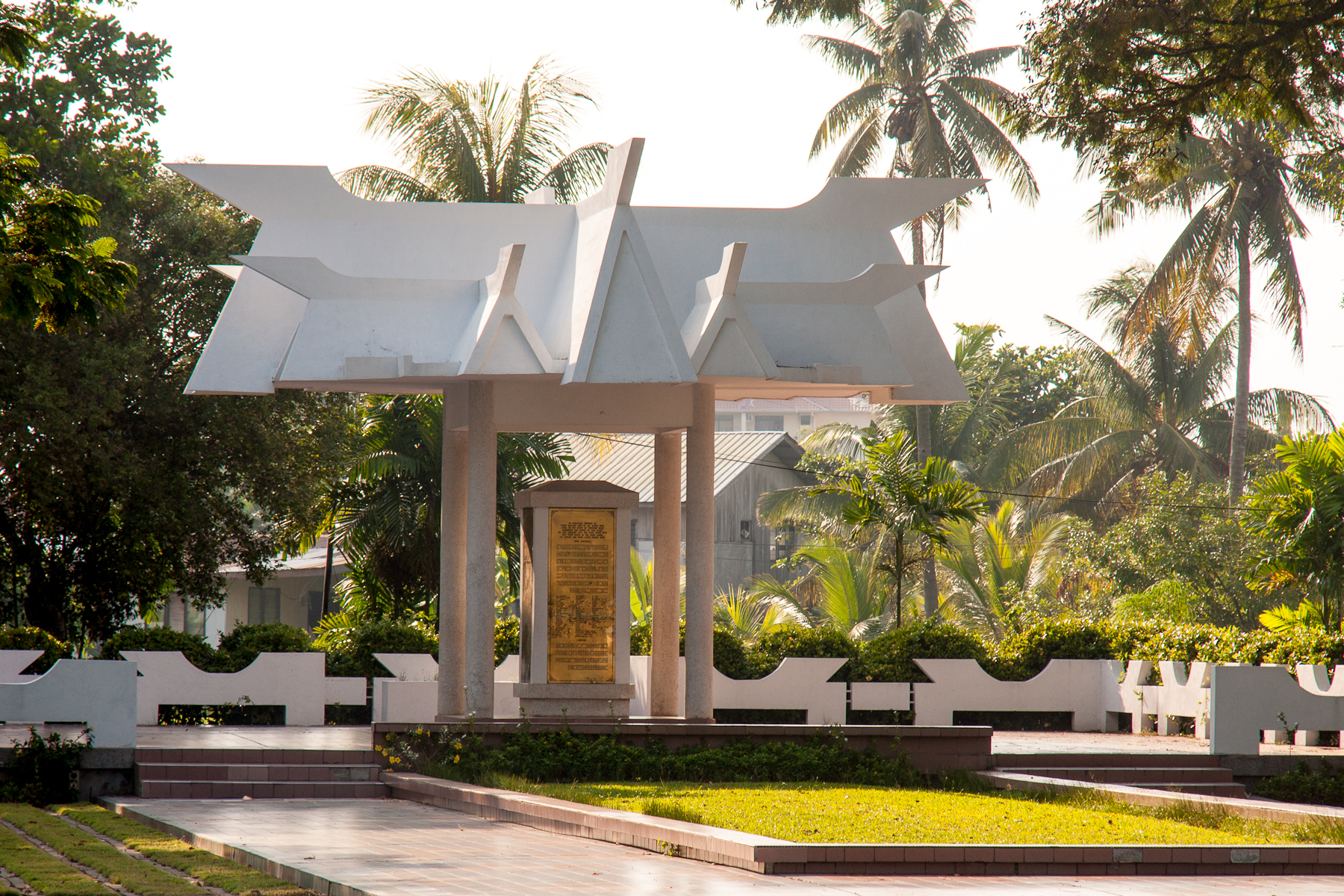
Petagas War Memorial

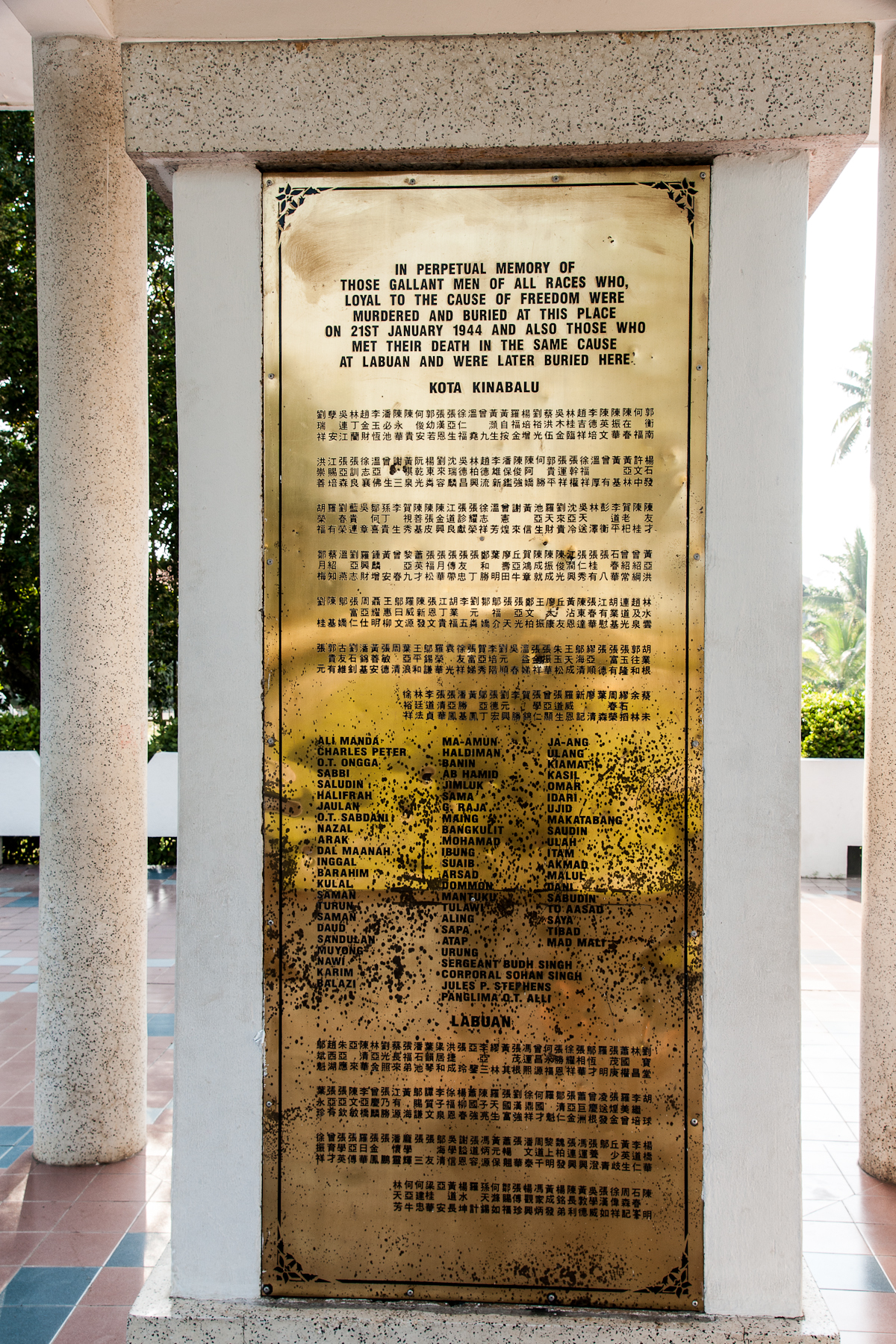
Epitaph

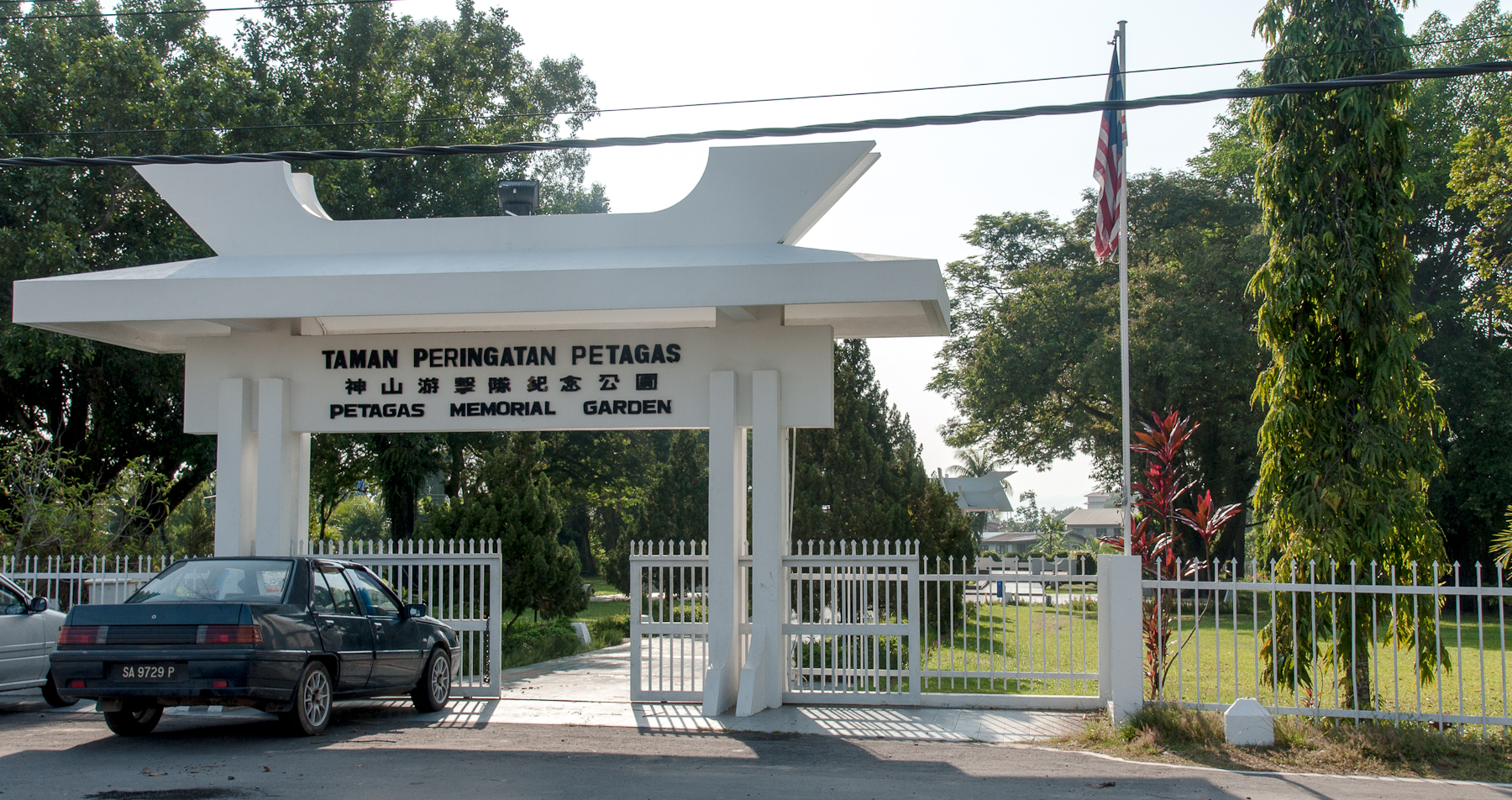
Zugang zum Petagas War Memorial

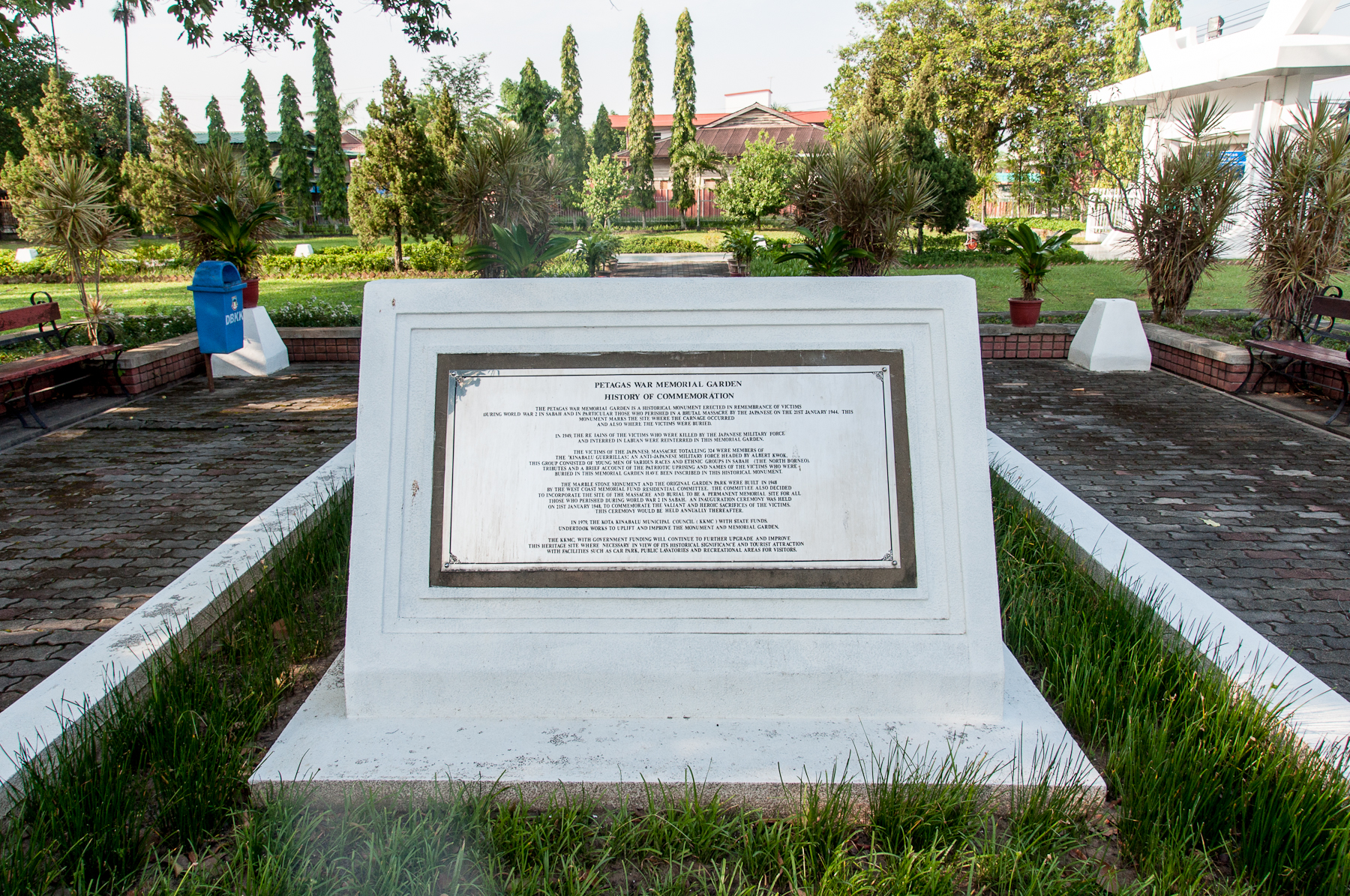
Tafel zur Geschichte der Gedenkstätte

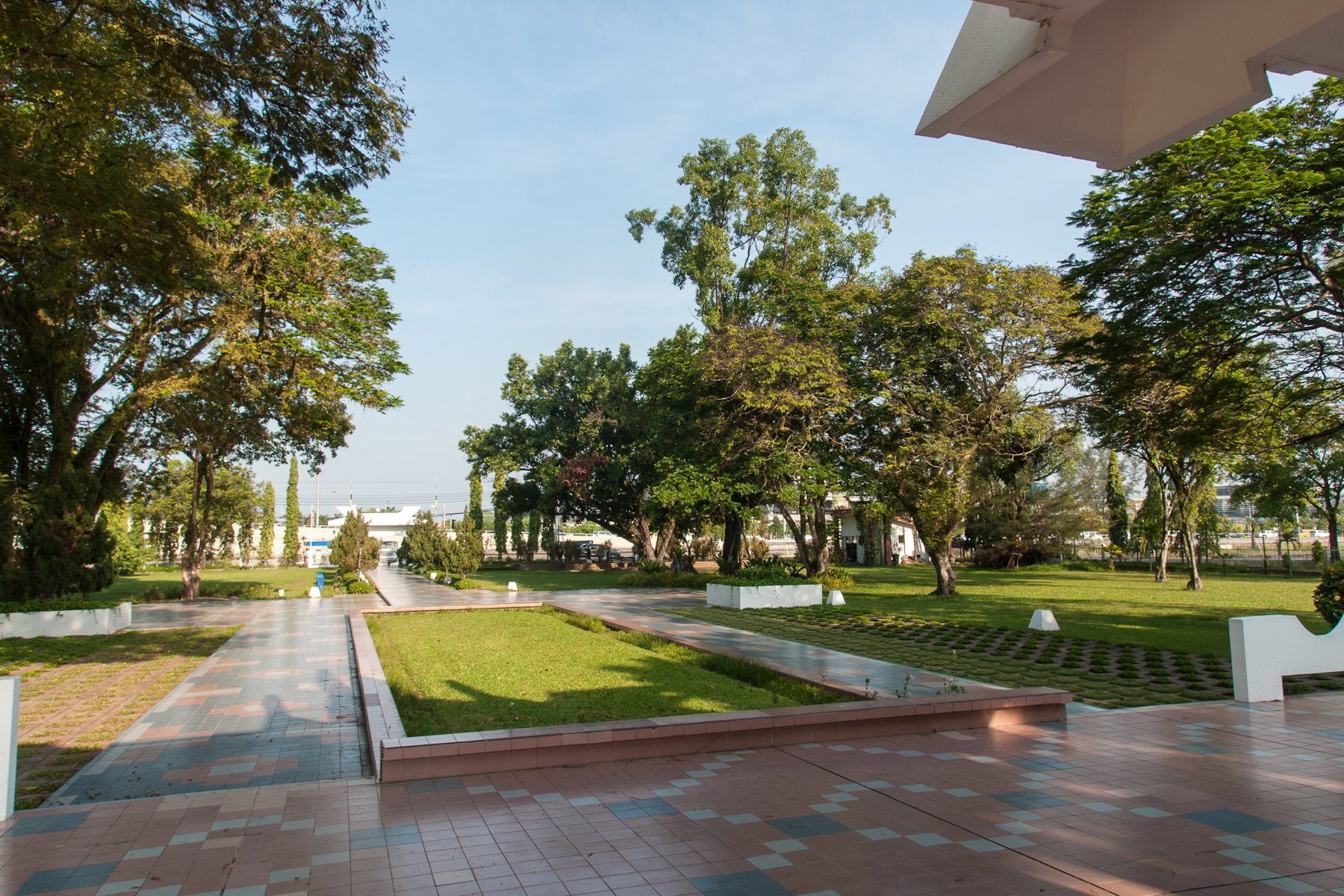
Gräberfeld vor der Stele

Petagas War Memorial oder Petagas Memorial Garden (malaiisch Taman Peringatan Petagas) ist eine als Parkanlage eingerichtete Gedenkstätte, die an die Opfer des Zweiten Weltkrieges in Sabah erinnert. Insbesondere ist es den 324 namentlich bekannten Männern gewidmet, die am 21. Januar 1944 an diesem Ort von den japanischen Besatzern hingerichtet wurden – Mitglieder der Untergrundbewegung Kinabalu Guerillas, ihr Anführer Albert Kwok und Männer unterschiedlichster Ethnien Sabahs, die nach Überzeugung der Besatzer mit der Untergrundbewegung in Verbindung standen oder diese unterstützten – oder die im Militärgefängnis in Labuan starben.
Die Parkanlage wurde an dem Platz errichtet, an dem das Massaker stattfand und wo die Opfer zunächst verscharrt wurden. Die Gedenkstätte befindet sich in Kg. Peringatan Petagas im Distrikt Putatan, im malaysischen Bundesstaat Sabah.

## Beschreibung
Die Gedenkstätte befindet sich nahe dem Kota Kinabalu International Airport im Distrikt Putatan, an der Bahnlinie nach Beaufort. Das mit einem weißen Zaun umfasste, baumbestandene Gelände erstreckt sich über 7.800 Quadratmeter. Links hinter dem Eingang befindet sich eine mit Parkbänken umstandene Informationstafel, die in malaiischer und englischer Sprache einen Überblick über die Geschichte der Gedenkstätte gibt.
Vom Tor mit der Inschrift Gedenkstätte Petagas in den Sprachen malaiisch, chinesisch und englisch führt ein 80 Meter langer Weg zu einer überdachten Stele, die auf allen vier Seiten mit einer ca. 2 m hohen Metallplatte verkleidet ist. Drei Metallplatten geben in den Sprachen Malaiisch, Chinesisch und Englisch Auskunft über das Massaker und seinen geschichtlichen Hintergrund. Die vierte Metallplatte ist ein Epitaph und enthält die Namen der Toten. Unmittelbar vor dem Mahnmal befindet sich ein ca. 10 × 5 m große eingefriedete Grünfläche. Hier sind die sterblichen Überreste der Toten begraben.

### Westseite
Das Epitaph – die dem Gräberfeld zugewandte Metallplatte auf der Westseite – trägt die Überschrift:

“In perpetual memory of those gallant men of all races who, loyal to the cause of freedom were murdered and burried at this place on 21st January 1944 and also those who met their death in the same cause at Labuan and were later burried here.”

Es folgt eine nach Kota Kinabalu und Labuan getrennte Auflistung aller an dieser Stelle begrabenen Männer. Da die Mehrzahl der Toten Chinesen waren, dominieren auf dem Epitaph chinesische Schriftzeichen.

### Nordseite
Die Metallplatte auf der Nordseite beginnt mit der Überschrift „Epitaph for the Kinabalu Guerilla Movement Martyrs“ und einem Zitat aus dem Johannesevangelium:

“Greater Love hath no man than this, that a man lay down his life for his country. (J.P.)”

Es folgt die Information über das Massaker und seinen geschichtlichen Hintergrund in englischer Sprache.

### Ostseite
Die auf der Ostseite angebrachte Metallplatte enthält Informationen in chinesischer Sprache.

### Südseite
Die Südseite entspricht in Aufbau und Inhalt der Nordseite, ist jedoch in malaiischer Sprache abgefasst.

## Geschichtlicher Hintergrund
Während der Besatzung Borneos durch die Japaner gründete der chinesische Arzt Albert Kwok eine mehr als 300 Mann starke Widerstandsgruppe, mit der er am Vorabend des 10. Oktober 1943 – dem chinesischen Nationalfeiertag – einen Angriff auf die Besatzer initiierte, bei dem mehr als 60 Japaner getötet wurden, die Mehrheit durch die Macheten der Angreifer. Dieser Angriff ist im kollektiven Geschichtsbewusstsein Sabahs als Double Tenth Revolt verankert. Kwok ergab sich am 19. Dezember 1943 und wurde zunächst im Gefängnis in Batu Tiga eingesperrt und dann zusammen mit 175 anderen, die meistenteils nichts mit dem Aufstand zu tun hatten, am 21. Januar 1944 in Petagas hingerichtet.

## Das Massaker
Am frühen Morgen des 21. Januar 1944 wurden 176 Männer aus dem Gefängnis in Batu Tiga in einen Güterzug der North Borneo Railway verfrachtet. Der Zug fuhr aus Jesselton heraus und hielt gegen 05:30 Uhr auf offener Strecke in der Nähe von Kampung Petagas. Zwei große Gruben waren zu diesem Zeitpunkt dort tags zuvor ausgehoben worden; der nächtliche Regen hatte sie bereits zu einem Teil mit Wasser gefüllt.
Albert Kwok sowie Charles Peter, Tsen Tsau Kong, Kong Tze Phui und Li Tet Phui mussten sich in einer Reihe aufstellen und nach vorne beugen. Vier japanische Offiziere und der Sohn eines bei der Double Tenth Revolt getöteten japanischen Geschäftsmanns enthaupteten die fünf Gefangenen mit dem Katana. Die übrigen 171 Häftlinge mussten sich vor den Gruben niederknien und wurden durch Schüsse aus zwei Maschinengewehren, etwa zehn Kleinfeuerwaffen oder mit Bajonetten getötet. Augenzeugen berichteten später, dass die Schreie der Männer den ganzen Tag und die folgende Nacht in Kg. Petagas zu hören waren.
Bereits vor dem Massaker in Petagas waren 96 Häftlinge – Guerillas und Männer, die im Verdacht standen, die Guerillas zu unterstützen – in Batu Tiga gefoltert und getötet worden. Weitere 131 Männer wurden unmittelbar nach dem Massaker zur Zwangsarbeit ins Militärgefängnis in Labuan überstellt. Lediglich sieben von ihnen überlebten, die anderen starben an Unterernährung und Folter oder wurden hingerichtet.

## Geschichte der Gedenkstätte
Bereits am 21. Januar 1946, dem zweiten Jahrestag des Massakers, veranstaltete die Chinese War Victims Relief Association an der Hinrichtungsstätte eine Gedenkveranstaltung.
Das Parkgelände und der Gedenkstein aus Marmor wurden 1948 auf Veranlassung des West Coast Memorial Fund Residential Committee errichtet. Gleichzeitig wurde bestimmt, dass der Ort des Massakers und die dazugehörigen Grabstellen ein dauerhafter Ort des Gedenkens für alle Opfer Sabahs im Zweiten Weltkrieg sein sollte. Die Einweihung der Gedenkstätte fand am vierten Jahrestag des Massakers, am 21. Januar 1948 statt. Im Jahr 1949 wurden die sterblichen Überreste der in Labuan internierten Männer, die dort von der japanischen Militärpolizei ermordet wurden, nach Petagas umgebettet.
1979 wurde das Petagas War Memorial von der Stadtverwaltung Kota Kinabalu mit finanzieller Unterstützung der Landesregierung renoviert und um einen Parkplatz und eine öffentliche Toilette erweitert. Das hölzerne Denkmal wurde durch einen massiven Marmorstein ersetzt. Bei der Renovierung wurden im Gräberfeld mehrere steinerne Tonkrüge mit menschlichen Überresten entdeckt. Es stellte sich heraus, dass es sich dabei um die in Labuan exhumierten und in Petagas bestatteten Opfer des Militärgefängnisses handelt.
Seit der Eröffnung der Gedenkstätte findet in der Parkanlage alljährlich am 21. Januar eine Gedenkfeier unter Beteiligung hochrangiger Landespolitiker und der Bevölkerung statt. Bei der Feier im Jahr 1998 nahm erstmals ein Vertreter der japanischen Regierung, der japanische Konsul in Kota Kinabalu, an der Zeremonie teil.
Dass die Gedenkstätte in den Jahren nach 1963 weiterhin eine wichtige Rolle im Geschichtsbewusstsein Sabahs spielte, ist dem damaligen Ministerpräsident von Sabah, Tun Fuad Stephens und dem Staatsoberhaupt von Sabah, Tun Mustapha zu verdanken, deren persönliche Geschichte eng mit den Kinabalu Guerilla verwoben ist. Jules Stephens, der Vater von Tun Fuad Stephens, war als Mitglied der Untergrundbewegung unter denjenigen, die in Petagas exekutiert wurden. Tun Mustapha war selbst Mitglied in einer Widerstandsbewegung und fühlte sich deshalb mit den Kinabalu Guerillas verbunden.